# Rivière aux Chutes (réservoir Pipmuacan)
Pour les articles homonymes, voir Rivière des Chutes (homonymie).
La rivière aux Chutes est un affluent du réservoir Pipmuacan (versant de la rivière Betsiamites), coulant sur la rive Nord-Ouest du fleuve Saint-Laurent, dans le territoire non organisé Mont-Valin, dans la municipalité régionale de comté (MRC) de Le Fjord-du-Saguenay, dans la région administrative de la Saguenay-Lac-Saint-Jean, dans la Province de Québec, au Canada.
La vallée de la rivière aux Chutes est desservie par la route forestière R0201 (sens Nord-Sud), surtout pour les besoins de la foresterie et de l’hydro-électricité. Quelques autres routes forestières secondaires desservent le territoire,.
La foresterie constitue la principale activité économique du secteur ; les activités récréotouristique, en second.
La surface de la rivière aux Chutes est habituellement gelée de la fin novembre au début avril, toutefois la circulation sécuritaire sur la glace se fait généralement de la mi-décembre à la fin mars.

## Géographie
Les principaux bassins versants voisins de la rivière aux Chutes sont :
- côté Nord : Réservoir Pipmuacan, rivière Betsiamites ;
- côté Est : Rivière aux Sables, réservoir Pipmuacan, rivière Betsiamites, rivière à Paul, rivière Andrieux ;
- côté Sud : Rivière La Sorbie, rivière Vénus, rivière La Maria, rivière Jérémy, rivière François-Paradis ;
- côté Ouest : Ruisseau Navajo, lac Pamouscachiou, lac Rouvray, rivière Shipshaw, réservoir Pipmuacan[2].

La rivière aux Chutes prend sa source à l’embouchure du lac La Sorbière (longueur : 9,7 km ; altitude : 517 m), en zone forestière. Ce lac reçoit du côté Sud les eaux de la rivière La Sorbie et du côté Ouest les eaux de la décharge du lac Rouvray, ainsi que dix décharges de lacs (ou ruisseaux). Cette source est située à :
- 16,3 km à l’Est du lac Pamouscachiou ;
- 5,3 km au Sud-Est de l’embouchure de la rivière aux Chutes ;
- 6,5 km à l’Ouest du lac au Menton ;
- 7,0 km au Nord du chemin forestier[2].

À partir de l’embouchure du lac La Sorbière, le cours de la rivière aux Chutes descend sur 6,4 km, vers le Nord-Ouest dans une vallée comportant un dénivelé de 118 m, jusqu’à la rive Sud d’une baie du réservoir Pipmuacan.
L'embouchure de la rivière aux Chutes se déverse sur la rive Sud au fond d’une baie (à la jonction des baies Bellerive et Arsenault) du réservoir Pipmuacan dans le territoire non organisé de Mont-Valin. Cette confluence de la rivière aux Chutes située à :
- 23,4 km au Nord-Est du barrage à l’embouchure du lac Pamouscachiou ;
- 67,3 km au Sud-Ouest de la centrale Bersimis-1 du Sud-Est du réservoir Pipmuacan ;
- 83,6 km au Sud-Est du centre du village de Labrieville ;
- 139,6 km au Nord-Ouest du centre-ville de Forestville ;
- 156 km à l’Ouest de l’embouchure de la rivière Betsiamites[2],[4].

## Toponymie
Le toponyme « rivière aux Chutes » a été officialisé le 5 décembre 1968 dans la Banque de noms de lieux du Québec administré par la Commission de toponymie du Québec.